# 에슈바일러

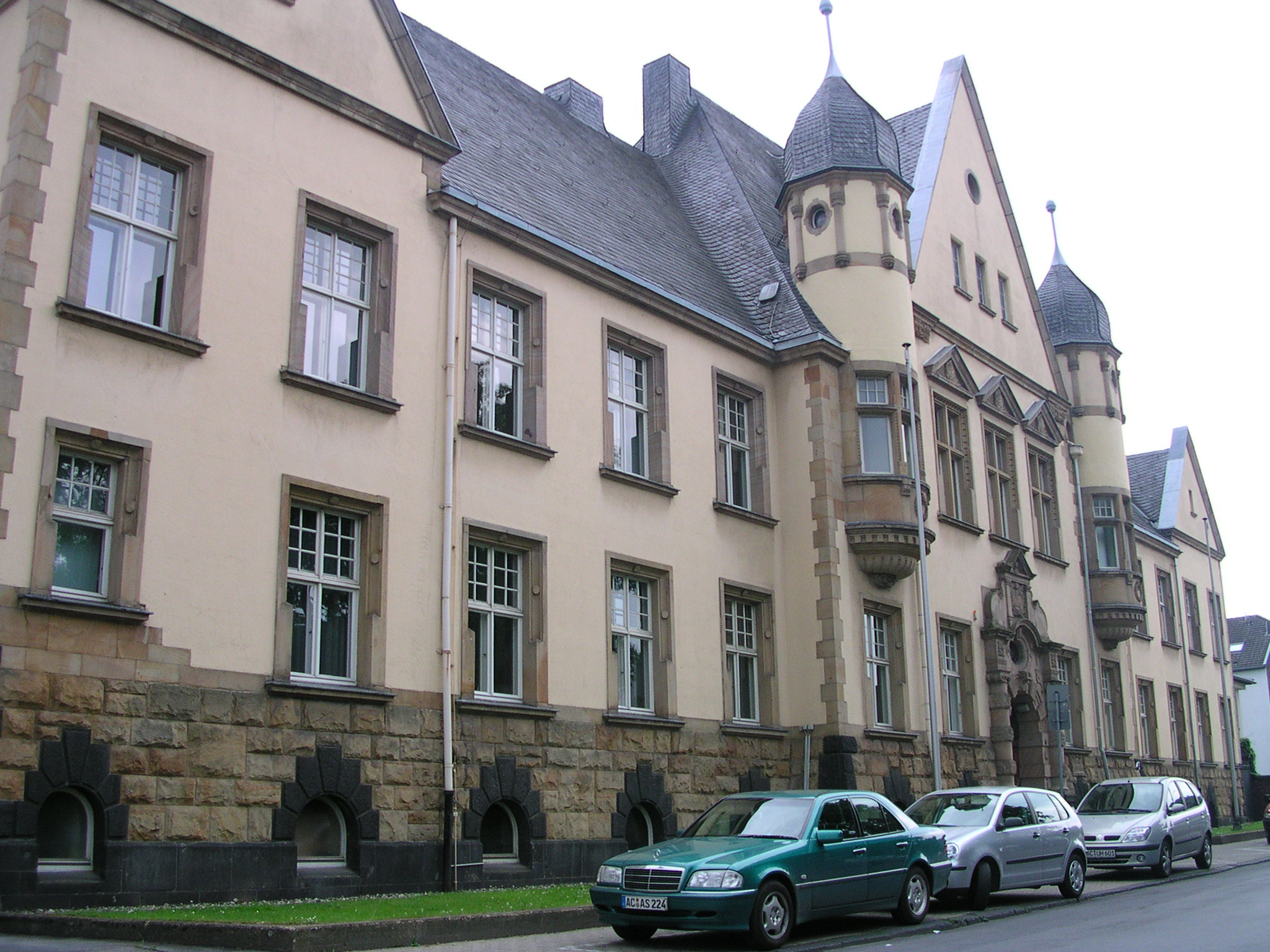
에슈바일러

에슈바일러(Eschweiler)는 독일 노르트라인베스트팔렌주에 있는 도시로, 인구는 55,505명이다.